# Leonhard Meyer
Leonhard Meyer (ur. 1900, zm. ?) – zbrodniarz hitlerowski, członek załogi niemieckiego obozu koncentracyjnego Dachau i SS-Hauptscharführer.
Pełnił służbę w kompleksie obozowym Dachau w podobozach: Rothschweige (czerwiec – sierpień 1944), Allach (sierpień 1944 – luty 1945) i Mühldorf (marzec 1945 – 27 kwietnia 1945). Meyer sprawował takie funkcje jak dowódca oddziałów wartowniczych, kierownik komand więźniarskich i Rapportführer (oficer raportowy). Kierował również ewakuacją podobozu Mühldorf.
W procesie US vs. Leonhard Meyer przed amerykańskim Trybunałem Wojskowym w Dachau, który odbył się w dniach 23–29 maja 1947 skazany został na dożywotnie pozbawienie wolności za udział w morderstwach więźniów podczas marszu śmierci z Mühldorf. Oprócz tego, jak ustalił Trybunał, Meyer znęcał się nad więźniami, zwłaszcza gdy był pijany. Katował szczególnie tych, którzy za wolno pracowali lub wyglądali na wycieńczonych, a do podobnego zachowania zachęcał
podległych mu esesmanów.